# 밀라노 산 크리스토포로역
밀라노 산 크리스토포로 역(이탈리아어: stazione di Milano San Cristoforo)은 이탈리아 밀라노 남서쪽 외곽의 티라나광장 (Piazza Tirana)에 위치한 철도역이다. 로고레도역과 람브라테역을 잇는 친투라 남부지선의 중간역이다.
트레노르드에서 운영하는 밀라노 교외 철도의 S9선이 운행되며, 똑같이 트레노르드에서 운영하는 밀라노~모르타나를 잇는 지방철도 여객열차도 정차한다.

## 역사
1910년 9월 20일에 화물역으로 개업하였으나 특정회사의 소속 열차만 이용하던 역이었다. 1913년 8월 1일 여객열차의 운행이 개시되었지만, 이 시점에서도 가장 가까운 트램 정거장으로부터 약 2km 떨어져 있어 접근성이 떨어졌다.
1915년 11월 15일 밀라노 주변부를 고리처럼 잇는 밀라노 친투라선의 남부지선 (친투라 수드)가 비비오 나빌리오 그란데 (Bivio Naviglio Grande)와 연결 개통되면서 접근성이 확대되었다.
2024년 10월 12일 역 근처에 밀라노 지하철 4호선의 산 크리스토포로역이 들어서면서 지하철과의 환승이 가능해졌다.

## 환승
역 주변에는 밀라노 교통공사 (ATM)에서 운영하는 대중교통 노선과 연계되어 환승이 가능하다.
- 버스 정류장

- 지하철역 (산 크리스토포로역, 4호선)
- 트램 정거장 (S. Cristoforo M4 / 14번 노선)

## 같이 보기
- 밀라노 지하철 4호선
- 산 크리스토포로역 (밀라노 지하철)